# جيسيكا ريفيرا
جيسيكا ريفيرا (بالإنجليزية: Jessica Rivera)‏ هي مغنية أمريكية، ولدت في 1974.

## وصلات خارجية
- جيسيكا ريفيرا على موقع ميوزك برينز (الإنجليزية)
- جيسيكا ريفيرا على موقع ديسكوغز (الإنجليزية)